# Рикчжурский мортидат
«Рикчжурский мортидат» (англ. The Rickchurian Mortydate) — десятый, заключительный эпизод третьего сезона американского мультсериала «Рик и Морти». Сценарий к эпизоду написал Дэн Хармон, а режиссёром выступил Энтони Чун.
Название эпизода отсылает к роману «Маньчжурский кандидат».
Премьера эпизода состоялась 1 октября 2017 года в блоке Adult Swim на Cartoon Network. Эпизод посмотрели около 2,6 миллиона зрителей во время выхода в эфир.

## Сюжет
Президент США просит Рика и Морти победить монстра в туннелях под Белым домом, что они делают без особых усилий. Раздражённые тем, что он постоянно обращается к ним без всякой благодарности, они возвращаются домой, чтобы поиграть в Minecraft, но президент быстро об этом узнаёт. Получающийся в результате аргумент приводит к битве в Белом доме между Риком и службой безопасности президента. Рик заканчивает свой конфликт с президентом, притворяясь Риком-рыболовом, Риком из другой реальности, и заключает перемирие. Эпизод заканчивается тем, что семья счастлива снова быть вместе, за исключением Рика, который разочарован потерей своего доминирующего положения.
Между тем, опасаясь, что она может быть клоном, созданным Риком, Бет воссоединяется с Джерри, чтобы выяснить правду. Вскоре после этого вся семья собирается вместе, чтобы спрятаться от Рика, но он их выслеживает. В конце концов Рик подчиняется Джерри, снова являющемуся членом семьи.
В сцене после титров мистер Жопосранчик извиняется за то, что не появился в третьем сезоне, но он женился, у него есть жена и сын. Он заканчивает сцену, говоря, что до четвёртого сезона придётся долго ждать.

## Отзывы
Джо Матар из Den of Geek оценил эпизод на 3,5 и 5 звёзд, заявив, что финал сезона «не стал ужасно смешным» и что он «немного занялся демонстрацией самого себя. Это был в основном очень, очень солидный сезон, но этот финал был сумасшедшей схваткой, чтобы привести в порядок развод Бет и Джерри, пока Рик возился с президентом».
Джесси Шедин из IGN раскритиковал и похвалил эпизод, заявив, что «„Рикчжурский мортидат“ не самый драматичный или эмоционально разрушительный эпизод за всю историю, но всё же это забавный и запоминающийся способ завершить самый эклектичный сезон шоу на сегодняшний день. Жестокое соперничество Рика с президентом развлекало от начала до конца, в то время как кризис клонов Бет придал эпизоду драматическое преимущество, в котором он нуждался. Лучше всего то, что этот эпизод дал Рику как раз то возмездие, которое ему было необходимо после его зловещего поведения в третьем сезоне».